# Ишояб II
Ишояб (Ишояв, Ишойав, Ишоʿйав) II (сир. ܝܫܘܥܝܗܒ ܓܕܠܝܐ; с сир. «Иисус даровал»; Арбаистан — VII век, Ктесифон) — католикос-патриарх Церкви Востока с 628 года по 645 год.
Обучался в Нисибинской богословской школе, но был вынужден покинуть данный образовательный центр в связи с несогласием с богословскими взглядами его главы Хнаны Адиабенского. После избрания на патриарший престол, в составе делегации Церкви Востока, по поручению персидских властей посетил Византию и имел контакты с византийским императором Ираклием. Совместное причащение католикоса и византийского императора вызвало подозрение Ишояба в измене восточно-сирийской догматике, однако заступничество царицы Боран урегулировало церковный конфликт. Являлся предстоятелем Церкви Востока в период арабского завоевания. В соответствии с источниками, Ишояб добивался получения охранной грамоты для христиан от мусульманских властей, и видимо данный документ был выдан халифом Умаром. Скончался между 644 и 646 годами. Оставил литературное наследие в виде комментариев к псалмам, писем и проповедей.

## Биография

### Ранние годы и избрание
Ишояб родился в селении Гедала провинции Бет-Арабайе государства Сасанидов. Богословское образование он получил в Нисибинской школе, которую покинул в 601 году  вместе с другими учениками из-за несогласия с богословскими взглядами ректора школы Хнаны Адиабенского. Между 610 и 620 годами Ишояб преподавал в городе Балад, став епископом этого города. 
В начале VII века из-за вмешательства персидских властей престол католикоса-патриарха оставался вакантным с 609 года, а делами Церкви Востока заведовал богослов Баввай Великий. В 627 году византийский император Ираклий вторгся в Персию и нанёс поражение государству Сасанидов. После смерти шаха Хосрова II, в 628 году во главе государства встал его сын Кавад, который позволил Церкви Востока провести Собор с целью избрания предстоятеля. Епископы Собора предложили стать католикосом Бавваю, однако он отказался и предстоятелем Церкви Востока был избран Ишояб.

### Посольство в Византию
В 630 или 631 году Ишояб по поручению персидских властей был направлен в Византию для переговоров. Персидская делегация встретилась с византийским императором Ираклием в сирийском Верое. Ираклий потребовал от Ишояба согласовать Символ веры Церкви Востока с халкидонской доктриной, после чего Ираклий и Ишояб причастились на совместной литургии. После возвращения в Персию, Ишояб был обвинён в измене догматике Церкви Востока. Епископ Суз Бар Саума написал два обвинительных письма (оба его послания в адрес католикоса приводятся в «Хронике Сеерта») против Ишояба:
«Если бы ты не анафематствовал просвещённую троицу Церкви, а именно Диодора, Феодора и Нестория, и не принял бы Кирилла, и не принял бы слова «Богородица Мария», никогда не допустили бы тебя греки совершать таинство на их престоле…».
Несмотря на обвинения в предательстве, Ишояб сумел сохранить своё влияние. На сторону католикоса встала царица Боран и конфликт был улажен.

### Арабское завоевание
Патриаршество Ишояба пришлось на период арабского завоевания, после битвы при Кадисии Месопотамия и Селевкия-Ктесифон перешли под власть арабов-мусульман. Источники свидетельствуют о том, что Ишояб II пытался получить охранную грамоту от Мухаммеда для христиан на территории Персии, и якобы его преемники Абу Бакр (632—634) и Умар ибн аль-Хаттаб (634—644) даровали Ишоябу подобный документ. В созданном Праведном халифате христиане Церкви Востока получили юридический статус зимми. Этот статус подразумевал уплату дополнительных налогов (в отличие от мусульманского населения) — харадж (налог на землю) и джизья (налог за освобождение от военной службы). Как и для всех остальных христианских и иудейских групп, которым был предоставлен такой же статус, церковь была ограничена в пределах Халифата, но вместе с тем имела определённую защиту. Приверженцев Церкви Востока было запрещено насильственно обращать в ислам.

### Последние годы
В соответствии с данными исследователя Игнасио Ортиса де Урбины Ишояб скончался между 644 и 646 годами. Ишояб выехал из своей резиденции в Селевкии-Ктесифоне для урегулирования конфликта между жителями Нисибина и епископом города Исааком. В пути Ишояб заболел и умер. В соответствии с данными анонимной сирийской рукописи VII века Ишояб был похоронен в церкви Карка-де-Бет-Гармай, то есть по-видимому, в соборной церкви Карха де Бет-Слох.

## Богословские взгляды
Во время собеседований с Ираклием, Ишояб составил Символ веры Церкви Востока. Как отмечает Ортис де Урбина данный доктринальный документ не содержит ничего гетеродоксального, хотя и не называет Деву Марию Богородицей. Текст Ишояба провозглашает, что Христос «есть Бог совершенный и человек совершенный… и его
личность едина, единый Господь посредством чудесного и непостижимого соединения, с которым не произошло ни слияния, ни разделения, ни смешения, ни отделения, [Он] с вечности и до вечности в двух истинных природах — Божественной и человеческой».
Ишоябу II также приписывается авторство реакции Церкви Востока на Халкидонский собор:
«Несмотря на то что собравшиеся на собор в Халкидоне были облечены полномочиями восстановить истинную веру, однако они отошли весьма далеко от правой веры. Из-за их слабой фразеологии они „поставили“ для многих камень преткновения. Тем не менее на свой лад они сохранили правую веру исповеданием двух природ, но своей формулой об одной „qnoma“ („hypostasis“) они, похоже, соблазнили слабые умы. В результате такого поворота событий возникло противоречие, ибо формулой „одна qnoma“ они повредили исповедание „двух природ“ , в то время как двумя природами они опровергли и отвергли „одна qnoma“. Таким образом, они оказались на перепутье, поколебались и отвернулись от блаженных рядов православных, хотя и не примкнули к сборищу еретиков….
Хотя Ишояб и не обвинил прямо Отцов Халкидонского собора в ереси, он отметил, что из-за своей компромиссной терминологии они не преуспели в примирении антиохийской и александрийской христологии. Как отмечает сиролог Себастьян Брок для Ишояба Халкидонский собор был достаточно безразличен, поскольку Церковь Востока не принимала в нём участия, поскольку была территориально ограничена границами Персидской империи Сасанидов и не имела прямого отношения к византийским Соборам.